# Rhaissa Bittar
Rhaissa Bittar é cantora e compositora brasileira.

## Carreira
Aos 16 anos participou de montagens musicais estudantis e ganhou dois prêmios de melhor atriz no 17º Festival Estudantil de Teatro do Estado de São Paulo - no Conservatório de Tatuí - e no 3º Festival Estudantil de Teatro em Sorocaba - no Sesi.
Aos 17, integrou o grupo de samba e choro Coisa Linda de Deus, que se apresentou à então primeira dama norte americana Laura Bush, durante sua visita à ONG Aprendiz criada pelo jornalista Gilberto Dimenstein .
Aos 18, morou em Taiwan, na China, onde fez intercâmbio escolar pelo Rotary durante um ano e teve aulas de música, canto e dança tradicionais do país .
De volta ao Brasil, gravou uma campanha publicitária para a C&A com a música Don't Let me be Misunderstood . Diante do sucesso do vídeo, disponível na internet, Rhaissa foi convidada para cantar no desfile da grife no Donna Fashion Iguatemi .
Com o apoio da Panela Produtora gravou seu primeiro disco, Voilà, ao lado de músicos como Maurício Pereira, Nailor Proveta, Daniel Szafran, Michel Leme, Ricardo Herz, banda Paralela, Lulinha Alencar entre outros .

### Voilà
O álbum Voilà foi lançado em 2010. Segundo o crítico do jornal O Estado de S. Paulo, Rhaissa estava entre as cantoras contemporâneas que iriam "fazer barulho". Desde então, o show de Voilà percorreu os palcos do Sesc , Auditório Ibirapuera , Virada Cultural SP , Casa de Francisca , entre outros de São Paulo, Bahia, Paraná, e principalmente de Pernambuco, onde o show ganhou destaque no RecBeat , no Espaço Cultural Santander , no Espaço Muda  e Muda FIG . Durante a divulgação de Voilà, críticas positivas foram publicadas nos principais veículos do país (os jornais Folha de S. Paulo , Folha PE, Jornal do Commercio, O Estado de S. Paulo; os portais da MTV, G1, Uol, entre outros sites e blogues) além das entrevistas no Programa do Jô , noticiários da Globo PE , SP e BA, e Record (com apresentação de Heródoto Barbeiro) .

### Outros projetos
Convidada a participar de outros projetos, Rhaissa gravou "Xote das Meninas" para a exposição do SESI intitulada "Baixio dos Doidos" (jun/2012) que homenageou Luiz Gonzaga na cidade de Caruaru com participações de Dominguinhos, Arnaldo Antunes, Otto, Naná Vasconcelos ).
Em 2011 gravou O Vira para uma releitura do disco conhecido como Banquete das Cabeças, da banda Secos e Molhados ; cantou no show do Paulinho Moska no Tom Jazz em São Paulo; participou do show "Ao Rei do Baião" no SESC Vila Mariana com participações de Fagner, Siba, Felipe Cordeiro e Spok, João Paraibano e Sebastião Dias, sob a direção artística de Lira .

### Trilha sonora deBalacobaco
Entre 2012 e 2013, a faixa "Pif Paf", do disco Voilà, fez parte da trilha sonora da Balacobaco (telenovela), produzida pela Rede Record. A canção foi tema das personagens Marlene (Antônia Fontenelle) e Aragão (Umberto Magnani), além da abertura e de outros personagens - Violeta Osório, interpretada por Simone Spoladore; e Cremilda Osório interpretada por Solange Couto) - em alguns capítulos.

## Discografia

### Disco Solo
Voilà (Panela/2010)
Matéria Estelar (Panela/2014)

### Participações Especiais
2010 Disco em um dia III (faixa O violino e o viaduto)
2011 Releitura Banquete das Cabeças (faixa O vira)
2012 Ouvido Vivo (faixa O nerd e a balconista)
2013 É Natal (faixa Os descendentes)